# Anna Daniela Sestito
 (août 2012).
Si vous disposez d'ouvrages ou d'articles de référence ou si vous connaissez des sites web de qualité traitant du thème abordé ici, merci de compléter l'article en donnant les références utiles à sa vérifiabilité et en les liant à la section « Notes et références ».
Anna Daniela Sestito, née en Calabre, est une artiste lyrique, professeure de chant et de technique vocale, coach vocal et chercheuse en musicologie italienne. Elle se produit en qualité de cantatrice soprano soliste (opéras et récitals) et de directrice artistique et musicale d’orchestre et de chœur. Elle est basée à Paris.

## Biographie

### Formation
Anna Daniela Sestito est née dans la région de la Calabre (Italie). C'est par le chant qu'elle s'engage dans la musique à l'âge de 7 ans. Après des études théoriques sur la musique à l’Académie musicale de Pescara (Italie, 1990), elle intègre le Conservatoire national de Musique Gesuado da Venosa de Potenza en Italie (diplôme de Chant et master Musicologie et Patrimoine musical, 1992) puis le Conservatoire de Musique de Neuchâtel en Suisse (Diplôme Supérieur de Perfectionnement Vocal, 2001). Elle est également diplômée en Théorie et Pratique de Chant Grégorien par le Conservatoire National Stanislao Giacomantonio de Cosenza (Italie, 2002), de Direction de chœur et d’orchestre par l’Institut de Musique Ancienne Stanislao Cordero de Pamparato (Italie, 2000), l’École Normale Alfred Cortot (Paris, 2004) et le Conservatoire Frédéric Chopin (Paris, 2008), et en Polyphonie de la Renaissance par l’Académie musicale de Florence (2014). Tout au long de sa carrière, Anna Daniela se perfectionne, comme à la Società Italiana Educazione Musicale en Italie.

### Carrière

#### Cantatrice soliste
Elle mène  une carrière internationale en tant que cantatrice soprano soliste depuis 1997, notamment sur les scènes européennes. 
- Berta dans Il Barbiere Di Siviglia dirigé par Enrique Mazzola et mis en scène par Mattia Testi
- Alisa dans Lucia de Lammermoor dirigé par Daniela Callegari et mis en scène par Maurizio Scaparoo
- Anna dans Nabucco dirigé par Fabrizio Maria Carminati et mis en scène par Lorenzo Mariani
- Maddalena dans Rigoletto dirigé par Patrick Fournillier et mis en scène par Italo Nunziata
- Violetta dans La Traviata avec Salvatore Ascrizzi au piano
- Mercedes dans Carmen dirigé par Guillaume Tournière et mis en scène par Flavio Trevisan
- Meg dans Falstaff dirigé par Piergiorgio Morandi et mis en scène par Virginio Puecher
- Musetta dans La Bohème avec Salvatore Ascrizzi au piano
- Santuzza dans Cavalleria rusticana dirigé et mis en scène par Aurelio Gatti.

Anna Daniela Sestito a interprété les rôles titres de quatre premières exécutions modernes :
- La Messe en ré majeur de Niccolò Jommelli, avec le Sofia Festival Orchestra, à Sofia en Bulgarie.
- L’oratorio La Betulia liberata de Niccolò Jommelli à l’occasion des célébrations du tricentenaire de la naissance de Pietro Metastasio à Palerme en Italie.
- Euridice de Giulio Caccini au Théâtre du Passage de Neuchâtel en Suisse.

Elle interprète divers répertoires : musique baroque, mélodrame, musique vocale de chambre, musique sacrée et contemporaine, Belcanto, Lied.

#### Directrice musicale
Elle élabore également des événements. Lors de son partenariat avec l'Institut Culturel Italien, elle crée  un programme musical, enregistré par la suite par Radio Arte. Alors qu’elle dirige le chœur de chambre Les Chœurs Vincent d’Indy (Paris) de juin 2013 à septembre 2015, elle se consacre depuis 2012 à Quadrivium, spécialisé en musique baroque italienne et en résidence artistique au Musée des Arts et Métiers de Paris,. Cet ensemble vocal fait partie de l’association Quadrivium Ars et Musica, créée par Anna Daniela et reconnue d’intérêt général. En 2016-2017, elle se consacre à la direction du Stabat Mater de Pergolèse.
Pour l’opéra Carmen elle a été assistante du metteur en scène Henry Lazzarini au Théâtre de l’Opéra de Massy puis de Jean-Louis Pichon au Théâtre Rendano de Cosenza (Italie). Enfin, elle obtient pour sa mise en scène de L’Elisir d’Amor et de Cavalleria rusticana plusieurs prix : la mention d’honneur pour la mise en scène au Concours national Italie Théâtre à l’École pour le premier ; le premier prix national pour la mise en scène au Concours national italien Théâtre à l’École pour le second.

### Recherches et enseignements
Anna Daniela Sestito se consacre aussi à l’enseignement et la pédagogie. Diplômée professeure de chant et de technique vocale par le CEFEDEM Ile-de-France en 2013, elle enseigne au Conservatoire Jean Rivier de Villemomble en 2008 – 2009 ainsi qu’à l’Institut Italien de Culture de Paris (Service Culture de l’Ambassade d’Italie) de 2013 à 2017. Elle assure le suivi vocal de chanteurs professionnels (solistes, ensembles) et bénévoles, de compagnies théâtrales et de ceux qui travaillent avec leur voix, via des stages et classes de maître autour de la technique vocale, du bel canto et du chant baroque. Elle participe au Festival d'Avignon 2016 pour La Callas oubliée de Dario Fo. Elle est régulièrement invitée à participer à des festivals et est membre de jury pour des conservatoires et concours internationaux de musique.
- Amaury Plusdetalents de Paris, France 2017.
- Festival International de Musique de La Chaise-Dieu, France, 2015
- Le Grieg International Choir Festival de Bergen, Norvège, 2011
- Concours Musique en Polynésie à Papeete, Tahiti, 2010
- Festival Armonie d'Arte, Italie, 2007

Chercheuse en musicologie, Anna Daniela Sestito collabore avec l’Institut International Domenico Scarlatti de Naples pour l’étude et l’exécution de la musique vocale et instrumentale italienne du XVIIe et XVIIIe siècles. Elle est aussi présidente de l’association culturelle musicale Il Grupetto en Italie pour la promotion de la musique classique, l’organisation d’évènements culturels et artistiques et la recherche historique et musicale,.

### Engagement associatif
Parallèlement à ses activités artistiques, Anna Daniela Sestito est ambassadrice de l’UNICEF pour la région de la Calabre en Italie depuis novembre 2006. À travers son art, ses concerts et la récolte de fonds, elle vient en aide aux enfants en détresse. À ce titre, elle a donné un récital dans la salle des fêtes de la Mairie du 5e arrondissement de Paris et s’est investie dans l’organisation de deux galas au lycée Jacques-Decour  afin que les bénéfices de ces deux événements soient reversés à l'Unicef. À cette occasion, elle fut la protagoniste du film documentaire Pour l'Amour de l'Art réalisé par Jean-Luc Piacentino.

## Publication
- Les castrats sur l'autel de Dieu, dans Historia, mensuel 871 daté juillet-août 2019 (n° double 871 et 872)[4].